# Пірникоза алаотрська
Пірникоза алаотрська (Tachybaptus rufolavatus) — вимерлий вид водних птахів родини пірникозових (Podicipedidae).

## Поширення
Вид був ендеміком Мадагаскару. Траплявся на озері Алаотра та в його околицях. У 1960 році популяція птаха становила лише 50 птахів, у 1982 році їх було лише 12. Останню пару птахів спостерігали у 1985 році, а голос пірникози алаотрської чули в 1986 та 1988 роках. З цього часу активні пошуки птаха не дали результатів і у 2010 році вид визнано вимерлим.

## Опис
Невелика пірникоза. Тіло завдовжки 25 см, розмах крил — до 40 см. Спина, крила та шия попелясто-коричневі. Верх голови до очей та задня частина шиї чорні із зеленкуватим відтінком. Від очей до основи дзьоба проходила біла смуга. Горло світло-сіре. Боки шиї коричневі. Груди та черево темно-сірі. Очі жовті. Дзьоб темно-сірий. Ноги зеленкуваті.

## Спосіб життя
Траплявся серед заростів тростини або очерету. Крила були короткими, тому літав лише на невелику відстань.